# Anilocra gigantea
Anilocra gigantea is een pissebed uit de familie Cymothoidae. De wetenschappelijke naam van de soort is voor het eerst geldig gepubliceerd in 1870 door Herklots.